# Liste von Vornamen/H
Diese Unterseite der Liste von Vornamen enthält Vornamen, die mit dem Buchstaben H beginnen.
Männliche Vornamen sind mit dem Symbol ♂ und weibliche Vornamen mit dem Symbol ♀ markiert.

## Ha
Haakon ♂,
Habib ♂, 
Habibe ♂, 
Hacer ♀, 
Hacı ♂, 
Hadi ♂,
Hadia ♀,
Hadiatou ♀,
Hadise ♀, 
Hadiye ♀, 
Hadmar ♂,
Hadrian ♂,
Hadwig ♀,
Hadwiga ♀,
Hagop ♂, 
Haidar ♂,
Haimo ♂,
Hajna ♀,
Hajnal ♀,
Hajo ♂,
Hajrie ♀, 
Hakan ♂,
Håkan ♂,
Hakeem ♂,
Hakim ♂,
Hakkı ♂,
Hakon ♂,
Håkon ♂,
Hal ♂,
Haldun ♂, 
Hale ♀, 
Halef ♂,
Halfdan ♂,
Halid ♂,
Halide ♀,
Halife ♂, 
Halil ♂,
Halile ♀,
Halim ♂, 
Halima ♀,
Halimah ♀,
Halime ♀, 
Halis ♂,
Halise ♀,
Halit ♂,
Halldór ♂,
Hallvard ♂, 
Haluk ♂, 
Hamad ♂,
Hamdi ♂, 
Hamdiyah ♀, 
Hamdullah ♂, 
Hamed ♂,
Hameed ♂,
Hami ♂, 
Hamid ♂, 
Hamide ♀, 
Hamish ♂,
Hamit ♂, 
Hamiyet ♀, 
Hamza ♂, 
Hana ♀,
Hanako ♀, 
Handan ♀, 
Hande ♀, 
Handrij ♂,
Hanefi ♂,
Hanery ♂,
Hanīf ♂,
Hanife ♀, 
Hanım ♀, 
Hanna ♀, 
Hannah ♀, 
Hanne ♀,
Hanneke ♀, 
Hannelore ♀, 
Hannes ♂, 
Hanni ♀♂,
Hanning ♂,
Hanno ♂,
Hannu ♂,
Hans ♂, 
Hansel ♂, 
Hansfried ♂, 
Hans-Günter ♂,
Hansi ♂♀,
Hansine ♀,
Hansjörg ♂, 
Hans-Jürgen ♂,
Hansl ♂♀, 
Hans-Peter ♂,
Hanushe ♀, 
Hańža ♀,
Hańžka ♀,
Harald ♂,
Hare ♀, 
Harel ♂,
Haris ♂♀,
Harlan ♂, 
Harley ♂♀,
Harold ♂, 
Haroldo ♂,
Harri ♂,
Harriet ♀, 
Harrison ♂, 
Harro ♂,
Harry ♂,
Hartina ♀, 
Hartmann ♂,
Hartmut ♂,
Hartrad ♂,
Hartwig ♂,
Hartwin ♂,
Harumi ♀♂,
Harun ♂, 
Harvey ♂,
Hasan ♂, 
Hasari ♂, 
Hashem ♂,
Hashim ♂, 
Hasib ♂, 
Hasibe ♀, 
Haşim ♂, 
Haskell ♂,
Hasmet ♂, 
Hasret ♂♀,
Hassan ♂,
Hassler ♂,
Hasso ♂, 
Hatib ♂, 
Hatice ♀, 
Hattie ♀,
Hatto ♂,
Hauke ♂,
Haukur ♂,
Håvard ♂, 
Havva ♀, 
Hayat ♀, 
Hayati ♂, 
Haydar ♂, 
Haydée ♀, 
Hayden ♂♀, 
Hayley ♂♀, 
Haymo ♂,
Hayrettin ♂,
Hayri ♂,
Hayriye ♀,
Hayrullah ♂, 
Hazal ♀, 
Hazar ♂, 
Hazel ♀, 
Hazim ♂, 
Hazis ♂, 
Hazm ♂, 

## He
Heahberht ♂,
Heather ♀,
Hector ♂,
Héctor ♂,
Hedda ♀,
Hede ♀,
Hedi ♀♂,
Hédi ♂,
Hedibe ♀, 
Hedwig ♀,
Hege ♀,
Heide ♀,
Heidelinde ♀,
Heidemarie ♀,
Heidi ♀,
Heidrun ♀,
Heike ♀♂,
Heikki ♂,
Heiko ♂,
Heilgard ♀,
Heimo ♂,
Hein ♂,
Heiner ♂, 
Heinfried ♂,
Heini ♂,
Heino ♂,
Heinrich ♂,
Heinz ♂,
Heio ♂,
Heja ♂♀,
Hekur ♂, 
Hekuran ♂, 
Hekurane ♀, 
Hekurore ♀, 
Hekurusha ♀, 
Helder ♂,
Hélder ♂,
Helen ♀,
Helena ♀,
Helene ♀,
Helfgott ♂,
Helfried ♂,
Helga ♀,
Helgard ♀,
Helge ♂♀,
Helgi ♂,
Helgo ♂,
Héli ♂,
Heliane ♀,
Helin ♀, 
Helke ♀,
Hella ♀,
Helle ♀♂,
Helma ♀,
Helmer ♂, 
Helmi ♀,
Helmtrud ♀,
Helmut ♂,
Heloísa ♀,
Héloïse ♀,
Helton ♂,
Hemin ♂,
Hemma ♀,
Hëna ♀, 
Henads ♂,
Hendrick ♂,
Hendrik ♂,
Hendrike ♀,
Hendrikus ♂,
Henk ♂,
Hennadij ♂,
Henner ♂,
Hennes ♂,
Hennig ♂,
Henning ♂,
Henny ♀♂,
Hënor ♂, 
Hënore ♀, 
Hënplota ♀, 
Henri ♂,
Henrich ♂,
Henrietta ♀,
Henriette ♀,
Henrik ♂,
Henrikas ♂, 
Henrike ♀,
Henrique ♂,
Henry ♂,
Hensel ♂,
Hënza ♀, 
Heper ♂,
Heráclito ♂,
Herake ♀, 
Herb ♂, 
Herbert ♂,
Herbie ♂,
Herbord ♂,
Herfried ♂,
Heri ♂, 
Heribert ♂,
Heriberto ♂,
Herle ♀,
Herman ♂, 
Hermann ♂,
Hermanus ♂,
Hermenegildo ♂, 
Hermes ♂,
Hermine ♀,
Hernan ♂, 
Hernán ♂, 
Heron ♂,
Herrad ♀,
Herrmann ♂,
Herschel ♂,
Hershor ♂, 
Hertha ♀,
Hervé ♂,
Herward ♂,
Herzl ♂,
Hessa ♀, 
Hetty ♀,
Hew ♂, 

## Hi
Hicham ♂,
Hichem ♂,
Hidayet ♂♀, 
Hideaki ♂,
Hideo ♂, 
Hidetoshi ♂, 
Hıdır ♂, 
Hieronymus ♂,
Hieshor ♂, 
Hiesore ♀, 
Hıfzı ♂, 
Hijeshia ♀, 
Hijeshore ♀, 
Hikmet ♂, 
Hila ♀,
Hilal ♂♀,
Hilarius ♂,
Hilary ♂♀,
Hilde ♀,
Hildegard ♀,
Hildegarde ♀,
Hildrun ♀,
Hilke ♀♂,
Hilko ♂,
Hilla ♀,
Hillary ♀,
Hillebrand ♂,
Hilma ♀, 
Hilmar ♂,
Hilmi ♂,
Hilmiye ♀,
Hilton ♂,
Hiltrud ♀, 
Hinako ♀,
Hıncal ♂, 
Hinnerk ♂,
Hinrich ♂,
Hippokoon ♂,
Hippolytos ♂,
Hipponoos ♂,
Hira ♀, 
Hirofumi ♂, 
Hiroki ♂,
Hiror ♂, 
Hiroshe ♀, 
Hiroshi ♂, 
Hirotaka ♂,
Hiroyuki ♂, 
Hirumi ♀, 
Hirushe ♀, 
Hisako ♀,
Hischam ♂,
Hisham ♂,
Hitlerike ♀,
Hızır ♂, 

## Hj–Hr
Hjalmar ♂, 
Hjordis ♀, 
Hoda ♀,
Hoimar ♂, 
Holger ♂,
Holm ♂,
Holly ♂♀,
Homayoun ♂, 
Homer ♂,
Honza ♂,
Hopkins ♂,
Horace ♂, 
Horacio ♂,
Horatio ♂,
Horațiu ♂,
Hörður ♂,
Horst ♂,
Hosni ♂,
Hotiana ♀, 
Howard ♂,
Hozan ♂,
Hraban ♂,
Hruodger ♂,
Hrvoje ♂

## Hu
Huba ♂,
Hubert ♂,
Huberta ♀,
Hubertine ♀,
Hubertus ♂, 
Hüdavendi ♂, 
Hudayi ♂, 
Hudson ♂,
Huey ♂,
Hugh ♂,
Hugo ♂, 
Hugues ♂, 
Huguette ♀, 
Hülegü ♂,
Hulusi ♂, 
Hülya ♀,
Humbert ♂,
Humberto ♂,
Hümeyra ♀, 
Humphrey ♂, 
Huner ♂,
Hüner ♂, 
Hünkar ♂, 
Hunter ♂,
Huriye ♀, 
Hürmüz ♀, 
Hurşid ♂, 
Husam ♂,
Hüsamettin ♂,
Hüseyin ♂,
Husni ♂,
Hüsni ♂,
Hüsniye ♀, 
Hüsnü ♂,
Hussein ♂,
Huub ♂ 
Huw ♂

## Hy
Hyacinthe ♂,
Hyazinth ♂,
Hymen ♂, 
Hynek ♂,
Hyrije ♀, 
Hysni ♂, 